# Metropolia di Nicopoli e Prevesa

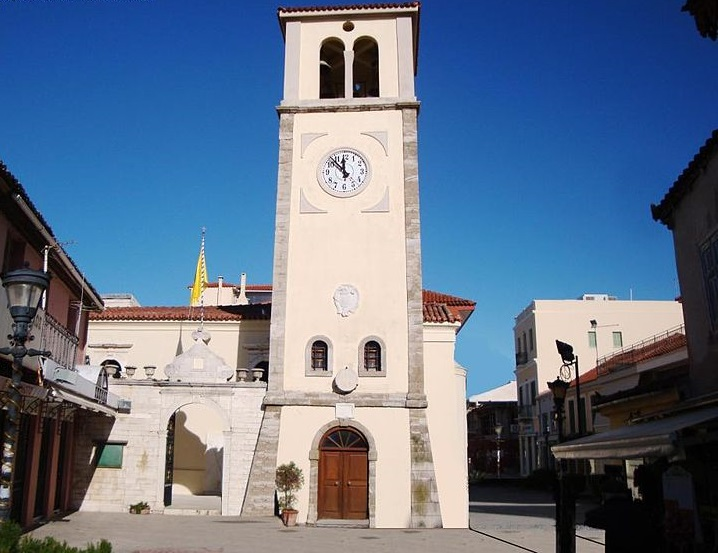
Scorcio sulla cattedrale metropolitana di San Caralampo.

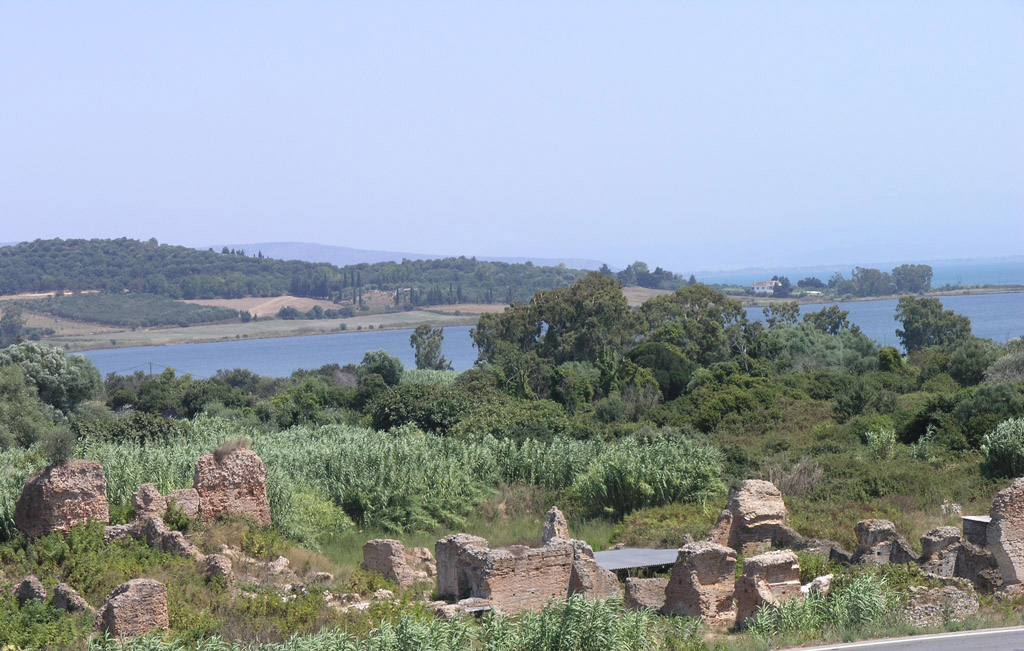
Resti dell'antica Nicopoli.

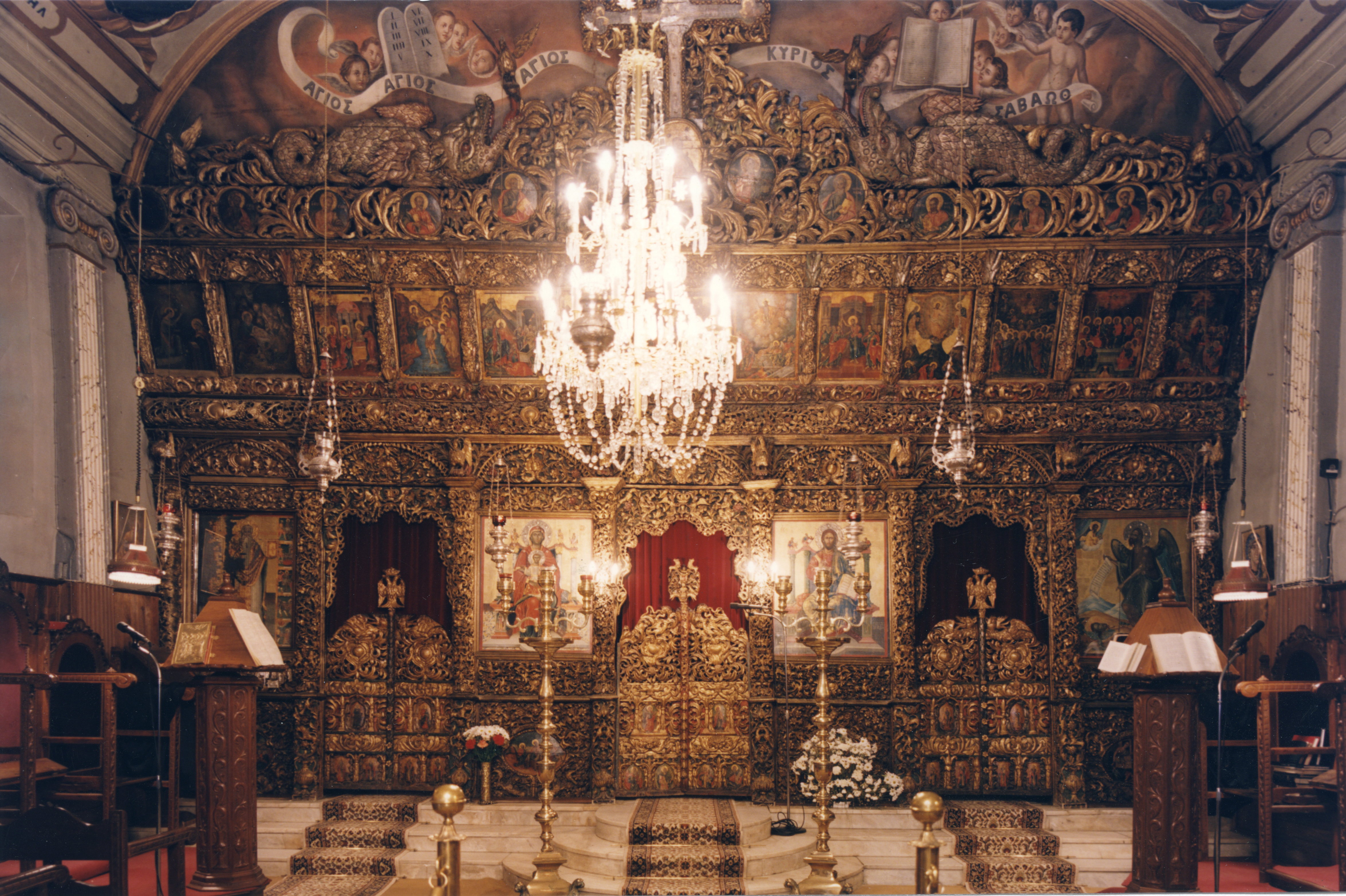
L'iconostasi lignea della cattedrale di Prevesa.

La metropolia di Nicopoli e Prevesa (in greco: Ιερά Μητρόπολις Νικοπόλεως και Πρεβέζης; Ierá Mitrópolis Nikopóleos kai Prevézis) è una diocesi del patriarcato ecumenico di Costantinopoli, pastoralmente affidata alla Chiesa di Grecia.
Dal 5 ottobre 2012 il metropolita è Crisostomo, al secolo Giorgio Tsirigas.

## Territorio
La metropolia si estende nella parte occidentale della Grecia e comprende parte dell'unità periferica di Prevesa.
Sede metropolitana è la città di Prevesa, in Epiro, dove si trova la cattedrale di San Caralampo.

## Storia
Nicopoli d'Epiro, le cui rovine si trovano nei pressi di Prevesa in Grecia, fu l'antica sede metropolitana della provincia romana dell'Epirus Vetus nella diocesi civile di Macedonia.
A partire dal V secolo la città inizia un lento ma inevitabile declino, saccheggiata più volte dagli eserciti stranieri di passaggio, Visigoti, Vandali e Ostrogoti e, più tardi, Arabi e Bulgari. La riorganizzazione amministrativa e militare dell'Impero in epoca bizantina trasforma l'Epiro in un thema imperiale con capitale Naupacto, dove vengono trasferiti i titoli e le funzioni metropolitane che furono di Nicopoli, come attestano le Notitiae episcopatuum del patriarcato di Costantinopoli a partire da questo periodo.
Di fatto dal X secolo non sono più noti metropoliti di Nicopoli, eccetto nel XII secolo, ma i loro titolari risiedevano oramai a Naupacto portando ancora per un certo periodo l'antico titolo di Nicopoli.
Fino alla prima metà del XIX secolo il territorio dell'odierna metropolia faceva parte della metropolia di Naupacto e Nicopoli, chiamata in alcuni momenti anche metropolia di Naupacto e Arta. In seguito alla guerra d'indipendenza greca e alla nascita dello stato greco nel 1829, la metropolia si trovò divisa in due. Sorsero così due nuove sedi episcopali autonome: la metropolia di Etolia e Akarnania nel nuovo stato greco e la metropolia di Arta e Prevesa nell'impero ottomano.
L'annessione della Tessaglia alla Grecia nel 1881 determinò una nuova divisione, poiché la metropolia di Arta e Prevesa era divisa dal nuovo confine statale. Così la metropolia di Arta passò sotto la Chiesa di Grecia, mentre fu istituita la nuova metropolia di Nicopoli e Prevesa sotto l'autorità del Patriarcato ecumenico di Costantinopoli e con sede a Prevesa.
Nel 1928 la sede di Nicopoli e Prevesa e tutte le altre diocesi del patriarcato di Costantinopoli in territorio greco liberate dall'occupazione ottomana nel 1912, furono affidate, tramite un accordo tra le parti, alle cure della Chiesa di Grecia.

## Cronotassi
- Ambrogio Konstantinidis † (24 agosto 1881 - 4 giugno 1885 deceduto)
- Gerolamo Gorgias † (5 agosto 1885 - 11 gennaio 1890 eletto metropolita di Nicea)
- Gioacchino Sgourós † (11 gennaio 1890 - 1º agosto 1891 eletto metropolita di Xanthi)
- Neofito Papaconstantinou † (1º agosto 1891 - 27 ottobre 1891 eletto patriarca di Costantinopoli)
- Costantino Vafidis † (1º febbraio 1892 - 1º agosto 1896 eletto metropolita di Didymoteicho)
- Gabriele Iatroudakis † (1º agosto 1896 - 7 ottobre 1899 dimesso)
- Cosma Evmorfópoulos † (19 ottobre 1899 - 15 settembre 1901 deceduto)
- Doroteo Mammélis † (18 settembre 1901 - 25 ottobre 1908 eletto metropolita di Prusa)
- Natanaele Papanikas † (25 ottobre 1908 - 13 gennaio 1910 deceduto)
- Gioacchino Valasiadis † (13 marzo 1910 - 26 settembre 1931 dimesso)
  - Sede vacante (1931-1936)
- Andrea Mantoúdis † (22 marzo 1936 - 29 luglio 1952 deceduto)
- Stiliano Kornaros † (12 ottobre 1952 - 17 gennaio 1980 dimesso)
- Melezio Kalamaras † (1º marzo 1980 - 21 giugno 2012 deceduto)
- Crisostomo Tsirigas, dal 5 ottobre 2012